# 홍진종 의복
홍진종 의복(洪鎭宗 衣服)은 조선 숙종 때 문신 홍진종의 묘에서 출토된 의복 일괄로, 국가민속문화재 제113호이다.

## 개요
홍진종(洪鎭宗)은 인조 27년(1649)에 태어나 숙종 28년(1702)에 졸하였다. 숙종 3년(1677)에 진사에 급제하여 평강현감(平康縣監)을 지낸 바 있다. 이 의복은 1968년 5월 20일 경기도 오산읍에서 이장시 중치막 8점, 소창의 2점, 심의(深衣) 1점, 배자 1점, 바지 3점 등이 출토되었다. 이 유물들은 17세기의 형태를 그대로 간직하고 있어 당시의 복식을 연구하는 데 중요한 자료가 되고 있다.

## 부속문화재
- 명주중치막(중요민속자료 113-1)(창의를 중치막으로 고침)
- 명주누비소창의(중요민속자료 113-2)(창의를 누비소창의로, 납의를 누비로 고침. 이하 동일함)
- 착수누비소창의(중요민속자료 113-3)(창의를 소창의로 고침)
- 명주누비중치막(중요민속자료 113-4)(창의를 중치막으로 고침)
- 명주납의중치막(중요민속자료 113-5)
- 심의(중요민속자료 113-6)
- 배자(중요민속자료 113-7)(답호를 배자로 고침)
- 무명누비바지(중요민속자료 113-8)(목면납의고를 무명누비바지로 고침)
- 명주누비바지(중요민속자료 113-9)(납의고를 누비바지로 고침)

### 113-1 명주중치막(明紬中致莫)
중치막은 임진왜란 이후에 왕 이하 서민까지 두루 입던 옷으로 관복 안에 받쳐 입거나 외출복으로 입었다. 겹옷, 솜을 둔 것, 누빈 것 등 유물이 많으며 풍속화에서 옥색ㆍ백색ㆍ청색ㆍ남색 중치막을 볼 수 있다. 깃은 곧고 소매는 넓으며 무가 없다. 겨드랑이 약간 밑에서부터 옆이 트여 있다. 조선 말기 갑오 의복개혁 때 다른 소매 넓은 옷과 함께 폐지되었다. 허리에 가는 띠를 매고 혜나 태사혜를 신었다. 홍진종의 중치막이 6점 있는데, 소창옷 4점과 더불어 이를 표로 정리하였다.
| 구분       | 1     | 2     | 3    | 4     | 5     | 6     |
| ---------- | ----- | ----- | ---- | ----- | ----- | ----- |
| 옷길이     | 117.4 | 124.8 | 117  | 123.8 | 123.4 | 122   |
| 뒷품       | 25    | 27    | 23   | 27.2  | 30    | 27.4  |
| 화장       | 110   | 113   | 104  | 115   | 114.6 | 117.4 |
| 진동       | 30    | 31.4  | 27   | 28.5  | 30    | 23    |
| 수구       | 19.5  | 25    | 21   | 24    | 23    | 24    |
| 소매너비   | 47    | 50    | 45.5 | 53.6  | 51    | 52    |
| 깃너비     | 12    | 13    | 12.4 | 13.5  | 12    | 12.6  |
| 고대       | 20    | 24    | 20   | 26    | 22    | 20    |
| 겉섶밑너비 | 35    | 35    | 32.5 | 42.5  | 37.4  |       |

### 113-2 명주누비소창의
소창의란 소창옷 혹은 창옷이라고도 하며 형태는 중치막과 같으나 소매가 좁은 것이다. 사대부는 소매 넓은 옷안에 입는 것이 일반적이나 활 쏠 때나 야유회 갈 때 등 활발한 움직임이 있을 경우에 입었다.
홍진종 소창옷은 명주에 솜을 두껍게 두고 넓게 누볐다. 옷깃은 넓은(13cm) 칼깃이고, 옷길이는 116.2cm이고 뒷품은 27cm이고 진동은 27.5cm이고 화장은 길고(99cm) 소매통은 좁으며(22.5cm), 섶의 밑단 너비(33.4cm)와 길의 밑단 너비(33.4cm)가 같다.
113-3 착수누비소창의(窄袖누비小氅衣)
소창옷은 서민의 겉옷(외출복)이었으나, 사대부의 넓은 소매 속에 입기도 하였다. 홍진종의 소창의는 명주에 솜을 넣어 누빈 것이다. 옷깃은 넓은(13.5cm) 칼깃이고 옷길이는 113.2cm이고, 화장은 길고(94.5cm) 진동은 31.5cm, 소매너비는 좁다(25cm). 섶의 너비(33.8cm)가 길의 너비(30.4cm)보다 넓다.
| 구분       | 1     | 2     | 3     | 4     |
| ---------- | ----- | ----- | ----- | ----- |
| 옷길이     | 113.2 | 116.2 | 104.2 | 113.4 |
| 뒷품       | 27.8  | 27    | 20    | 27    |
| 화장       | 94.5  | 99    | 99    | 97.6  |
| 진동       | 31.5  | 27.5  | 27    | 30    |
| 수구       | 23    | 21    | 20    | 28    |
| 소매너비   | 25    | 26.5  | 23    | 28    |
| 깃너비     | 13.5  | 13    | 11.2  | 11.4  |
| 고대       | 20    | 22    | 20    | 25    |
| 겉섶밑너비 | 33.8  | 33.4  | 30    | 39    |

### 113-4 명주누비중치막
사대부의 평상복이나 관복 밑받침 옷으로도 입었다.

### 113-5 명주납의중치막(明紬納衣中致莫)
중치막은 사대부의 평상복이며 관복의 밑받침 옷으로도 입었다.

### 113-6 심의(深衣)
심의는 유학자의 법복으로 고려시대 주자학과 함께 송(宋)에서 들어왔다. 조선시대까지 유학자들이 법복ㆍ관례복ㆍ수의ㆍ제복(祭服)으로 입었다. 색은 흰색이며 상의와 하상(치마)이 허리에서 붙은 옷으로 검은색 선을 둘렀다. 4폭으로 된 상의는 4계절을 의미하고 12쪽을 이어 붙인 치마는 12달을 의미한다. 깃은 대금(對襟: 마주 닿는 것), 방령(方領: 네모난 깃), 곧은 깃 등 다양하며 소매는 넓고 옷깃ㆍ섶ㆍ수구ㆍ치마의 단에 검은색 선을 둘렀다. 허리에는 대대를 띠며 대의 앞에는 다섯 가지 빛깔의 끈을 묶어 늘어뜨린다. 머리에는 주로 흑사로 만든 복건을 쓴다.
홍진종의 심의는 상의만 남아있고 치마가 없다. 곧은 깃이고 섶선과 수구에 흑색선이 달려있다. 상의에는 옷고름 2개가 달려 있다. 현존하는 심의 가운데 가장 오래된 것으로 알려져 있다.

### 113-7 배자(褙子)
배자는 답호라고도 한다. 답호는 비슷한 시대인 탐릉군(1636-1731)의 것을 보면 소매만 없는 포 형태이다. 무가 있고 섶이 있어 많이 여며지며 고름으로 여몄다.
배자는 옆길이가 앞길이 보다 긴데 엉덩이 정도 온다. 목둘레가 둥글고 소매가 없으며 어깨만 연결됐고 돌띠 같이 긴 끈으로 가슴을 돌려 여몄다.
홍진종의 배자는 앞이 길고 뒤가 짧아 배자라고 보기 어려우나 형태상 유사하여 배자라 하였다. 겉감과 안감 모두 명주이고 1cm 간격으로 누볐다. 목둘레는 둥글고 대금이며 어깨만 연결되었고 옆이 모두 트였는데 겨드랑이 아래 양옆에 좁은 2개의 끈으로 연결하였다. 앞길이가 114cm, 뒷길이 73cm로 앞이 뒤보다 길고 뒷품은 46cm이다.

### 113-8 무명누비바지
바지는 저고리와 함께 우리 나라의 기본복으로 삼국시대부터 현재까지 입고 있다. 바지용어는 조선 초기에 고정되었다. 사폭이 있는 바지는 임진왜란 이후에 나타났다. 홍진종 바지는 무명을 누벼서 만든 사폭이 있는 바지이다. 바지 길이 97cm, 바지통 29cm, 허리 68cm, 허리너비 18cm, 큰사폭 길이, 94.6cm, 작은사폭 길이 63.1cm이다.

### 113-9 명주누비바지
명주에 솜을 넣어 누빈 바지 3점이 있는데 형태는 같고 치수가 다르다. 이 바지 가운데 1점은 홑으로 된 바지와 누비바지가 함께 꿰어 붙어 있다. 이 바지는 습용(襲用)으로 사용된 것 같다.
| 구분 | 바지길이 | 바지밑 | 부리 | 큰사폭 길이 | 작은사폭 길이 | 사폭너비 | 허리너비 | 둘레 |
| ---- | -------- | ------ | ---- | ----------- | ------------- | -------- | -------- | ---- |
| 1    | 97       | 40     | 29   | 63.1×23     | 31.3          | 23       | 89       | 69   |
| 2    | 101      |        | 43.2 |             |               | 31.5     | 16       | 56.1 |
| 3    | 96.5     | 39     |      | 71          | 25            | 32       | 18       | 67   |

## 참고자료
- 고대박물관 소장 홍진종 의복 - 국가유산청 국가유산포털

 본 문서에는 서울특별시에서 지식공유 프로젝트를 통해 퍼블릭 도메인으로 공개한 저작물을 기초로 작성된 내용이 포함되어 있습니다.